# Artem Datsyshyn
Artem Viktorovych Datsyshyn (Jersón, 26 de enero de 1979-Kiev, 17 de marzo de 2022) fue un bailarín de ballet ucraniano. Fue solista de la Ópera Nacional de Ucrania, donde interpretó papeles principales en ballets como El lago de los cisnes y Romeo y Julieta. Obtuvo premios en concursos internacionales y realizó giras por Europa, Norteamérica y Japón. Fue asesinado durante la invasión rusa de Ucrania en 2022.

## Biografía
Nació en Jersón, RSS de Ucrania (actual Ucrania) en 1979. Se graduó de la Escuela Coreográfica de Kiev, asociada al Ballet de Kiev y estudió con V. Parsegov. Siendo aún estudiante, compitió en el Concurso Internacional de Ballet Serge Lifar de 1996, donde obtuvo el tercer lugar. Compartió el segundo lugar en el Concurso Internacional de Ballet Rudolf Nureyev de 1998, donde no se otorgó el primer lugar.
En 1997, se convirtió en solista de la Ópera Nacional de Ucrania. Apareció en los papeles principales de El lago de los cisnes y El cascanueces de Marius Petipa y Lev Ivanov, Giselle de Jean Coralli y Jules Perrot, La Bayadère de Petipa y Romeo y Julieta de Prokofiev, entre muchos otros. Apareció como compañero de Anastasia Volochkova en el Teatro Sadler's Wells de Londres en septiembre de 2001. Realizó una gira por España y Mallorca en 2004 con la compañía de Kiev, interpretando El lago de los cisnes y La bella durmiente. En octubre de 2014, participó en un evento benéfico de la Ópera Nacional de Ucrania para niños refugiados, presentando el ballet Cipollino, con música de Karen Jachaturian y una coreografía de 1995 de Genrikh Mayorov. Realizó giras por Alemania, Austria, Suiza, Italia, España, Francia, Portugal, Japón, Líbano, Canadá y Estados Unidos. Sus interpretaciones fueron descritas como expresivas, con una "sublimidad romántica" y "profundidad psicológica".

### Fallecimiento
De acuerdo con el coreógrafo ruso-estadounidense Alexei Ratmansky, este resultó herido el 26 de febrero de 2022 a causa de un bombardeo ruso. BBC News informó de su fallecimiento el 19 de marzo de 2022, tras haber fallecido a causa de sus heridas dos días antes., a la edad de 43 años.
Anatoly Solovyanenko, director de escena principal de la Ópera Nacional de Ucrania, publicó en Facebook que este era un "gran artista" y un "hombre maravilloso". Ratmansky se refirió a él como un "bello bailarín querido por sus colegas", añadiendo únicamente "un dolor insoportable".